# Aristida murina
Aristida murina är en gräsart som beskrevs av Antonio José Cavanilles. Aristida murina ingår i släktet Aristida och familjen gräs. Inga underarter finns listade i Catalogue of Life.